# オフィス・サッポロ
株式会社オフィス・サッポロ（Office Sapporo）は、かつて日本の北海道に存在したテレビ番組制作会社。札幌テレビ放送（STV）の100％出資子会社。1996年（平成8年）2月21日設立。2012年（平成24年）7月1日に札幌映像プロダクションへ吸収合併された。

## 概要
STVの業務を請け負っていた制作会社の人員を受け入れるなどして業容を拡大。会社名はクレジットされていないが、『どさんこワイド』、『朝6生ワイド』や『1×8いこうよ!』を始め、STV制作の番組全てにディレクター、アシスタントディレクター（AD）を派遣していた。ほかに報道記者、エディター、ライブラリー担当者等を派遣していた。また、フリーアナウンサーをマネジメントするための「アナウンス室」という部署も設けられ、所属タレントとして、STVのテレビ・ラジオで放送される番組出演を中心に活動していた。
「D-800」というトヨタ・ハイエースを改造した小型中継車を所有し、『ズームイン!!SUPER』、『札幌国際ハーフマラソン』などSTVの番組で使用されていた。

## 制作番組
- ズームイン!!SUPER[2]（日本テレビ系列。STV担当部分）
- ズームイン!!サタデー[2]（日本テレビ系列。STV担当部分）
- 秘密の超爆笑大問題[2]
- どさんこワイド[2]
- スポーツ中継[2]

## 所属タレント
※いずれも、フリーアナウンサーとしてアナウンス室に所属。公式サイトでは、2004年途中頃より紹介。
- 高野義雄：（函館放送局長を務めた後所属）土曜のラジオニュース、日曜日夕方のテレビニュースのほか、ラジオの競馬実況を2010年頃まで担当。のちに独立。
- 矢野聖子[3]（2004年4月から、アナウンス室委託社員として所属[4]。2008年頃に退社[5]）：『五つ星ショッピング』

合併前の最終所属タレント ※合併に伴い、札幌映像プロダクションへ移籍。
- 巻山晃[3][6]（2003年4月より、役員待遇アナウンス室長兼任という形で所属[7]）：ラジオ『オハヨー!ほっかいどう』担当
- 奈良愛美[3][6]（2000年11月より、アナウンス委託社員という形で所属[8]）：ラジオ『オハヨー!土曜日』担当
- 三好りさ[6]：『どさんこワイド』リポーター
- 川嶋留美[6]：『どさんこワイド』リポーター
- 和久井薫[6]